# Nickel(II) chloride
Nickel(II) chloride (hoặc nickel dichloride), là một hợp chất vô cơ có công thức hóa học NiCl2. Muối khan này có màu vàng, nhưng muối ngậm nước NiCl2·6H2O thường gặp lại có màu xanh lá cây. Nickel(II) chloride, trong các hình thức khác nhau, là nguồn cung cấp nickel quan trọng nhất cho tổng hợp hóa học. Các muối nickel(II) chloride dễ tan, hấp thụ độ ẩm từ không khí để tạo thành một dung dịch. Muối nickel là tác nhân gây ung thư với phổi và hệ hô hấp, nếu tiếp xúc trong thời gian dài.

## Sản xuất và tổng hợp
Sản xuất nickel(II) chloride quy mô lớn nhất bao gồm việc cho acid hydrochloric tác dụng với quặng nickel và các chất cặn thu được từ quá trình rang quặng chứa nickel tinh chế.
Nickel(II) chloride thường không được điều chế trong phòng thí nghiệm bởi vì nó không đắt tiền và có thời hạn sử dụng dài. Làm nóng phân tử ngậm nước hexahydrat trong khoảng 66–133 °C (151–271 °F; 339–406 K) cho phân tử đihydrat màu vàng, NiCl2·2H2O. Hydrat chuyển sang dạng khan khi bị nung nóng trong thionyl chloride hoặc bằng cách nung nóng trong dòng khí HCl. Đơn giản chỉ cần làm nóng hydrat không có khả năng tạo muối đichloride khan.
{\displaystyle {\ce {NiCl2.6H2O + 6SOCl2 -> NiCl2 + 6SO2 + 12HCl}}}
Quá trình mất nước của muối này tạo ra sự thay đổi màu sắc từ xanh lá cây sang vàng nâu.
Trong trường hợp cần một hợp chất tinh khiết mà không có lẫn coban, có thể thu được nickel(II) chloride một cách cẩn thận khi nung nóng nickel(II) chloride hexamin:
{\displaystyle \overbrace {\ce {NiCl2.6NH3}} ^{{\text{hexamin}} \atop {\text{niken(II) clorua}}}{\ce {->[175-200^{\circ }\mathrm {C} ]NiCl2{}+6NH3}}}
(chàm)

## Hợp chất khác
NiCl2 còn tạo một số hợp chất với NH3, trong đó có NiCl2·NH3 – chất rắn màu vàng chanh, NiCl2·2NH3 – chất rắn lục nhạt hay NiCl2·4NH3 – chất rắn màu dương.
NiCl2 còn tạo một số hợp chất với N2H4, như:
- NiCl2·N2H4 – chất rắn màu vàng;[10]
- NiCl2·2N2H4 – bột màu lam nhạt;[11]
- NiCl2·3N2H4 – tinh thể tím, tan ít trong nước tạo dung dịch màu dương;[11]
- NiCl2·6N2H4 – được cho là chỉ được biết đến trong dung dịch[12], nhưng hiện nay được biết đến trong trạng thái chất rắn màu tím (CAS#: 19621-43-3).[13]

NiCl2 còn tạo một số hợp chất với NH2OH, như NiCl2·4NH2OH là tinh thể màu dương (dạng ½H2O có màu dương nhạt), NiCl2·5NH2OH là chất rắn màu lục nhạt hay NiCl2·6NH2OH là chất rắn màu dương nhạt.
NiCl2 còn tạo một số hợp chất với CO(NH2)2, như NiCl2·4CO(NH2)2 là tinh thể lục nhạt hay NiCl2·10CO(NH2)2 là tinh thể lục.
NiCl2 còn tạo một số hợp chất với CON3H5, như NiCl2·2CON3H5 là tinh thể màu lục nhạt-dương sáng hay NiCl2·3CON3H5 là tinh thể chàm, đều tan được trong nước.
NiCl2 còn tạo một số hợp chất với CON4H6, như NiCl2·2CON4H6·1,5H2O là tinh thể xanh lơ-xanh dương.
NiCl2 còn tạo một số hợp chất với CS(NH2)2, như:
- NiCl2·2CS(NH2)2 – tinh thể không màu;[20]
- NiCl2·3CS(NH2)2 – chất rắn màu dương;[21]
- NiCl2·4CS(NH2)2 – tinh thể vàng nâu;[22]
- NiCl2·6CS(NH2)2 – bột vàng lục[23], CAS#: 512786-08-2.[ghi chú 1]

NiCl2 còn tạo một số hợp chất với CSN3H5, như NiCl2·2CSN3H5 là chất rắn màu lục, CAS#: 63751-16-6 hay NiCl2·3CSN3H5·3H2O là tinh thể màu xanh dương đậm, khi đun nóng đến 120 ℃ sẽ trở thành chất rắn màu lục.
NiCl2 còn tạo một số hợp chất với CSN4H6, như NiCl2·3CSN4H6 là tinh thể màu xanh dương.
NiCl2 còn tạo một số hợp chất với CSeN3H5, như NiCl2·2CSeN3H5 là chất rắn màu nâu sáng hay NiCl2·3CSeN3H5.2H2O là tinh thể màu lục.